# 四海幫海耀堂
海耀堂，屬於四海幫的直系堂口（黑社會團體），是台灣廣域性（黑社會組織）。主要活動於台灣北部土城、板橋，也是四海幫在土城、板橋代表人，近期勢力也已擴展到桃園、臺中、臺南、高雄。

## 略歷
成立時間不明。2010年9月份，由堂主林耀鴻，綽號(耀鴻)廣發英雄帖邀請各地角頭、及大老參加四海幫在土城舉辦的聯誼會。高調的行徑引起台灣政府高度重視。

## 歷任堂主
- 首任：林耀鴻（綽號「耀鴻」）

## 參閲
- 四海幫